# 圣乔治联合卫理公会教堂
圣乔治联合卫理公会教堂（英語：St. George's United Methodist Church）位于费城旧城4街和新街的转角，从1769年开始使用至今，是美国持续使用最古老的卫理公会教堂。堂会成立于1767年，最初在码头街聚会，1769年购买了建于1763年的德国归正会教堂Georg Kirchen。当时，卫理公会尚未脱离英国圣公会，直到1784年才创立。
在20世纪20年代，一场法庭诉讼阻止了该堂因修建本杰明·富兰克林大桥而被拆除，最后大桥另觅地址。
圣乔治在其242年的历史中经历了许多变化。从1769年的100个成员，1835年增长到3,200人的峰值，但是内战和工业化改变了社区，教友到1900年下降到只有25人。今天，该堂又恢复了活力，并热衷于社会服务。
1971年，该堂列入国家史迹名录。